# Le Meurtrier (roman)
Le Meurtrier (The Blunderer) est un roman policier de l’auteure américaine Patricia Highsmith, paru en 1954.

## Résumé
Depuis son mariage, il y a deux ans, l’avocat Walter Stackhouse est un mari modèle et d'une patience d'ange avec son épouse, Clara, une femme froide et névrosée. Leur situation ne s’améliorant pas, leur cercle d’amis s’est peu à peu rétréci, et Walter commence à être lui-même rongé par un sentiment de haine. Quand la jeune et jolie Ellie Briess s’intéresse à lui, Clara tente de se suicider. Envahi par les remords, Walter lui revient un temps, puis se décide à demander le divorce.
Peu après, Clara se rend en autobus visiter sa mère mourante. Elle n’arrivera jamais à destination. Son corps, sans vie, est découvert au pied d’une falaise. Or, les circonstances de cet accident ressemblent fort à la mort récente d’une certaine Helen Kimmel, que la police soupçonne d’avoir été assassinée par son mari qui aurait réussi à maquiller son crime en suicide. Il n’en faut pas plus pour que la police mène une enquête serrée sur la mort de Clara et sur Walter, le suspect numéro un, d’autant que ce dernier multiplie les étranges coïncidences au risque de mettre en péril sa carrière, sa réputation et sa propre vie.

## Éditions
Édition originale en anglais
- (en) Patricia Highsmith, The Blunderer, New York, Coward-McCann, 1954

Éditions françaises
- (fr) Patricia Highsmith (auteur) et Jean Rosenthal (traducteur), Le Meurtrier [« The Blunderer »], Paris, Éditions Calmann-Lévy, 1960, 289 p. (BNF 33042092)
- (fr) Patricia Highsmith (auteur) et Jean Rosenthal (traducteur), Le Meurtrier [« The Blunderer »], Paris, Le Livre de poche, coll. « Policier no 1705-1706 », 1966, 384 p. (BNF 33042093)
- (fr) Patricia Highsmith (auteur) et Jean Rosenthal (traducteur), Le Meurtrier [« The Blunderer »], Paris, Presses Pocket, 1987, 348 p. (ISBN 2-266-01880-9, BNF 34903574)

## Adaptation cinématographique
- 1963 : Le Meurtrier, film français de Claude  Autant-Lara, avec Gert Fröbe, Marina Vlady et Robert Hossein